# Dani Rivas
Daniel Rivas Fernández (Moaña, 13 de marzo de 1988 –  – Monterey, California, 19 de julio de 2015) fue un piloto de motociclismo español, especializado en carreras de European Superstock 600 Championship, Superstock 1000 FIM Cup y Moto2 del Campeonato Mundial de Motociclismo.
Rivas murió a causa de las lesiones sufridas en un accidente múltiple en el circuito de Laguna Seca, durante una carrera del campeonato MotoAmerica. En el accidente, provocado por un piloto que frenó en seco poco después de la salida y que hizo caer a cinco corredores, también perdió la vida otro piloto español Bernat Martínez.
En su memoria, se puso su nombre al Circuito Daniel Rivas inaugurado en 2016 en la localidad manchega de Tarancón.

## Resultados en el Campeonato del Mundo
Sistema de puntuación de 1993 hasta 2022:
| Posición | 1.º | 2.º | 3.º | 4.º | 5.º | 6.º | 7.º | 8.º | 9.º | 10.º | 11.º | 12.º | 13.º | 14.º | 15.º |
| Puntos   | 25  | 20  | 16  | 13  | 11  | 10  | 9   | 8   | 7   | 6    | 5    | 4    | 3    | 2    | 1    |

### Carreras por año
(Carreras en negrita indica pole position, carreras en cursiva indica vuelta rápida)
| Temporada | Cat.  | Moto        | 1   | 2   | 3       | 4   | 5   | 6      | 7       | 8   | 9   | 10     | 11      | 12  | 13  | 14  | 15  | 16      | 17     | Pts. | Pos. |
| --------- | ----- | ----------- | --- | --- | ------- | --- | --- | ------ | ------- | --- | --- | ------ | ------- | --- | --- | --- | --- | ------- | ------ | ---- | ---- |
| 2010      | Moto2 | Promoharris | QAT | SPA | FRA     | ITA | GBR | NED    | CAT Ret | GER | CZE | IND    | RSM     | ARA | JPN | MAL | AUS |         |        | 0    | -    |
| 2010      | Moto2 | BQR-Moto2   |     |     |         |     |     |        |         |     |     |        |         |     |     |     |     | POR Ret | VAL    | 0    | -    |
| 2012      | Moto2 | Kalex       | QAT | SPA | POR     | FRA | CAT | GBR    | NED     | GER | ITA | IND    | CZE     | RSM | ARA | JPN | MAL | AUS     | VAL 13 | 3    | 29.º |
| 2013      | Moto2 | Kalex       | QAT | AME | SPA Ret | FRA | ITA | CAT 19 | NED     | GER | IND | CZE 21 | GBR DNS | RSM | ARA | MAL | AUS | JPN     | VAL    | 0    | -    |